# Zehnte Muse
Zehnte Muse ist eine Anfang des zwanzigsten Jahrhunderts von den eigenen Protagonisten erfundene und auch heute benutzte Bezeichnung für das Kabarett. 
Unter dem Titel Die zehnte Muse veröffentlichte der Novellist Maximilian Bern eine Anthologie mit dem Untertitel Dichtung vom Brettl und fürs Brettl. Sein Verlag schrieb in einem einführenden Text zur zweiten, verbesserten Auflage: „Seine eigenartige, reizvolle, nun in neuer, verbesserter Ausgabe erscheinende Sammlung bietet von über 200 Autoren gegen 500 zumeist heitere, oft übermütige Dichtungen, die sich den pedantisch strengen Grundsätzen der alten neun Musen nicht recht fügen wollen und daher eine neue Schutzgöttin, die zehnte Muse, beanspruchen.“
Die selbstironische Bezeichnung bezieht sich also auf die mythologischen Musen, speziell die neun griechischen Göttinnen der Künste. Die zehnte Muse ist ein Teil der so genannten Kleinkunst und überschneidet sich in der Bedeutung teilweise mit dem für den unterhaltenden Teil der darstellenden Kunst und der Musik verwendeten Begriff leichte Muse.

## Beleg
1. ↑  Maximilian Bern (Hrsg.): Die zehnte Muse. Texte vom Brettl fürs Brettl. Verlag Otto Elsner, Berlin 1904.